# Церковь Михаила Архангела (Соколовско)
Церковь Михаила Архангела — храм Вроцлавско-Щецинской епархии Польской православной церкви, расположенная в деревне Соколовско, Валбжихского повята Нижнесилезского воеводства Польши.
Объект был внесен в реестр памятников 30 ноября 1984 года под № 1048/WŁ.

## История
Построена в 1900—1901 годах по благословению петербургского митрополита Палладия (Раева), стараниями братства Святого Владимира, для курортников, приезжающих в местный курорт Гёрберсдорф (ныне Соколовско). Освящение храма совершил 3 сентября 1901 года капеллан российского посольства в Берлине — протопресвитер Алексий Мальцов. Церковь служила верующим до конца 1930-х годов.
После Второй мировой войны он был заброшен и забыт, подвергся опустошению, некоторое время использовался как морг. С 1980 по 16 августа 1996 года она являлась частной собственностью — как дом отдыха (о существовании церкви в Соколовском в Польской Православной Церкви узнали только в 1989 году из упоминания в местной газете).
Стараниями православного прихода святого Кирилла и святого Мефодия во Вроцлаве на песке и получения субвенции от Фонда «Реновабис» во Фрайзинге церковь была выкуплена и после капитального ремонта возвращена к первоначальному назначению. 5 апреля 1997 года архиепископ Вроцлавский и Щецинский Иеремия (Анхимюк) совершил освящение нового креста, венчающего церковь (первый снят в 80-х гг.). С 1999 года при церкви существует мастерская по написанию икон и небольшая галерея иконописца Михаила Богуцкого.
C 1998 года это приходской храм для верующих из Соколовско и польско-чешской пограничной области. Это также место молитвы для участников молодежных лагерей и туристов из других польских регионов и из-за рубежа, посещающих Соколовско. 10 ноября 2001 года была отмечена сотая годовщина освящения церкви с участием архиепископа Иеремии.
В 2008 году крыша храма была разрушена во время урагана, когда на него упала поваленная ель. Тем не менее церковь продолжала оставаться действующей.
В 2018 году в храме были помещены мощи архиепископа Луки (Войно-Ясенецкого), привезенные с Украины.